# لي كورنباخ
لي كرونباخ (بالإنجليزية: Lee Cronbach)‏ بروفسور في التعليم، ساهم في مجالات مختلفة كعلم النفس التعليمي واختبار النفسية.

## نبذة عن حياته
ولد كرونبراخ في فرِسنو (بالإنجليزية: Fresno)الولايات المتحدة عام 1916 م.
في 1921 خاض كرونبراخ اختبار للذكاء IQ Teat وقد أدهش أساتذته بالدرجة العليا التي حصل عليها.
سنة 1934 حصل على درجة البكالوريوس من كلية ولاية فرسنو.
في 1937 حصل على شهادة الماجستير من جامعة كاليفورنيا - بيركلي
وفي 1940 حصل على الدكتوراه في علم النفس من جامعة شيكاغو.بدأ كرونباخ وظيفته كمدرّس للرياضيات والكيمياء في ثانوية فرسنو ثم أصبح مساعد أستاذ لمادة علم النفس في كلية ولاية واشنطن، وبعد ذلك أصبح مدرساً في جامعتي إلنوي وشيكاغو. سنة 1964 أُطلق عليه اسم (بالإنجليزية: Vida Jacks Professor ) والتي تعني بروفسور مقياس الحياة. استقال كرونباخ من منصبه كمدرس في سنة 1980 لكنه استمر في مناقشاته حول الاختبارات النفسية والتعليمية.
مات وله من العمر 85 نتيجة عجز في القلب وكان ذلك في العام 2001 م.

## إنجازاته
- كرونباخ ألفا (بالإنجليزية: Cronbach's alpha)

طريقة لقياس موثوقية الاختبار التعليمي أو النفسي ومن خلال هذه الطريقة توصل إلى نظرية جديدة للقياس (بالإنجليزية: Generalizability Theory) وهي عبارة عن نموذج شامل إحصائي لتعريف مصادر الخطأ في القياس. وبعد التوصل إلى هذه النظرية أكمل كرونباخ بحثه ليشمل التقييم والتعليمات.
- بحث كرونباخ يتركز في ثلاثة فئات وهي: نظرية القياس، تقييم البرنامج، التعليمات.
- إن بحثه في مجال التقييم أثر على البرامج الصحية وبرامج الأحداث. وقد رفع بحثه التقييمات التعليمية الأخرى.
- بحثه حول التعليمات كان معروفًا أيضًا، حيث أوجبَ أن تكون البيئة التعليمية مصممة بطريقة تربطها مع إمكانيات الأفراد.
- في سنة 1956 حتى 1957 تَرَأس الرابطة الأمريكية لعلم النفس (بالإنجليزية:American Psychological Association) محاولاً سد الفجوة بين النظريات المختلفة في علم النفس خصوصًا حول البيئة والأفراد. إضافةً لترأسه هذا المنصب، كان كرونباخ رئيس رابطة الأبحاث التعليمية الأمريكية (بالإنجليزية: American Educational Research Association) والأكاديمية الوطنية للعلوم (بالإنجليزية:National Academy of Sciences، والأكاديمية الوطنية للتعليم (بالإنجليزية:National Academy of Education) ،والأكاديمية الأمريكية للفنون والعلوم (بالإنجليزية:The American Academy of Arts and Sciences)، وغيرها.

## وصلات خارجية
- كرونباخ